# Zababa-šuma-iddina
Zababa-šuma-iddina byl předposlední babylónský král Kassitů 3. dynastie, který vládl jen jeden rok, pravděpodobně v roce 1158 př. n. l. Jeho předchůdcem byl král Marduk-apla-iddina I. O způsobu jeho nástupu na trůn není mnoho známo, ale pravděpodobně se trůnu zmocnil násilím. Během jeho krátkého panování byla říše napadena na dvou frontách. První invazi vedl asyrský král Aššur-dán I., druhá přišla ze strany Elamitů. Elamský král Shutruk-Nakhunte, který byl potomkem předešlých babylónských králů, Babylonii dobyl a Zababu svrhl. Následníkem Zababy byl Enlil-nádín-achché, který elamskou nadvládu nad Babylonií získal zpět do rukou Kassitů.